# Criophthona delotypa
Criophthona delotypa là một loài bướm đêm trong họ Crambidae.